# Balthazar de Żagań
Balthazar de Żagań (polonais : Baltazar żagański), né vers 1410-1415 et mort à Przewóz le 15 juillet 1472, est duc de Żagań-Przewóz à partir de 1439 avec ses frères comme corégents jusqu'en 1449. À partir de 1449, il dévient duc de Żagań. Déposé entre  1461–1468, il est rétabli en 1467 jusqu'à peu avant sa mort.

## Biographie
Balthazar est le fils aîné du duc  Jean Ier de Żagań et de son épouse Scholastique/Scholastika, fille de Rodolphe III de Saxe Prince-électeur de  Saxe. Il porte le nom de son arrière-grand-père maternel le landgrave Balthazar de Thuringe, le grand-père maternel de sa mère.
Après la mort de son père en 1439, il hérite du duché de Żagań conjointement avec ses jeunes frères Rodolphe, Venceslas et Jean II de Żagań. En 1449 le duché est partagé en deux parties : Żagań et Przewóz. Les deux frères les plus âgés Balthazar et Rodolphe reçoivent Żagań comme corégents pendant que Przewóz est donné à Jean II et Venceslas, également comme corégents.
En 1450, Balthazar et Rodolphe effectuent ensemble un  pèlerinage à Rome. Peu après son retour il doit faire face aux réclamations de son frère cadet  Jean II qui, insatisfait de la part des domaines paternels qu'il a reçu  exige une révision du traité de division. À la suite d'une médiation de Frédéric II de Saxe Le conflit semble s'apaiser jusqu'à la mort de Rodolphe.
En 1454 Rodolphe est tué lors de la bataille de Konitz en participant à la guerre de Treize Ans contre la Pologne aux côtés de l'Ordre Teutonique. Après cette disparition, Balthazar se rend en Prusse combattre lui aussi aux côtés des Chevaliers Teutoniques dans l'espoir d'obtenir une « Lieutenance ». Déçu dans son espoir il regagne Żagań en 1457. À son retour il trouve une situation difficile, en son absence,  Jean II s'est proclamé « Gouverneur du Duché » et il a contraint les États de la cité de Żagań à lui rendre l'hommage féodal.
Au cours des années suivantes  Balthasar s'investit dans la affaires politique de Silésie contre  Georges de Poděbrady roi de Bohême. En 1461 son frère Jean II, avec l'aide de troupes prêtées par le roi Georges de Bohême envahit Żagań et Balthasar doit s'enfuir. Au cours de la période 1461-1467 Balthazar vit en exil à Wroclaw, où il commande l'armée de la cité. Après avoir fait appel sans succès au roi  Georges de Bohême pour retrouver ses domaines, il se rend à Rome, où il obtient l'appui du pape Pie II. En 1467 une  Croisade contre le roi « Hussite », c'est-à-dire Georges de Bohême est organisée avec le soutien du pape dont il est nommé commandant en chef. L'expédition défaite par Jean II à Kożuchów est un échec. C'est seulement en 1468 que Balthazar reprend le  gouvernement de Żagań, grâce à son cousin le duc Henri XI de Głogów.
Au cours de la guerre entre Matthias Corvin et Georges de Poděbrady, il se range aux côtés du roi de Hongrie. En 1469 il rend l'hommage féodal et se reconnait vassal du royaume de Hongrie. Toutefois  peu après le roi Matthias décide de soutenir Jean II contre lui. En 1472 Jean II envahit Żagań et s'empare du gouvernement. Balthazar est capturé et emprisonné dans le château de Przewóz, où selon certaines sources on le laisse mourir de faim sur ordres de son frère. Il décède le 15 juillet 1472 et il est inhumé dans le  mausolée ducal de l'église des Augustiniens de Żagań.

## Unions et postérité
Balthazar épouse en premières noces une certaine Agnes († 28 août 1460), d'origine inconnue dont il eut une fille
- Anne, († jeune en 1463).

Entre le 4 septembre et le 12 décembre 1469 il épouse ensuite Barbara de Cieszyn (née vers 1449/1453- † entre le 21 septembre 1494 et le 12 mai 1507), fille du duc  Boleslas II de Cieszyn. Après la mort de son époux elle se remarie avec entre le 29 mai 1475 et le 18 mars 1477 avec le duc Jean V de Zator

## Source de la traduction
- (en) Cet article est partiellement ou en totalité issu de l’article de Wikipédia en anglais intitulé « Balthasar of Żagań » (voir la liste des auteurs).